# Patriarcha Wenecji

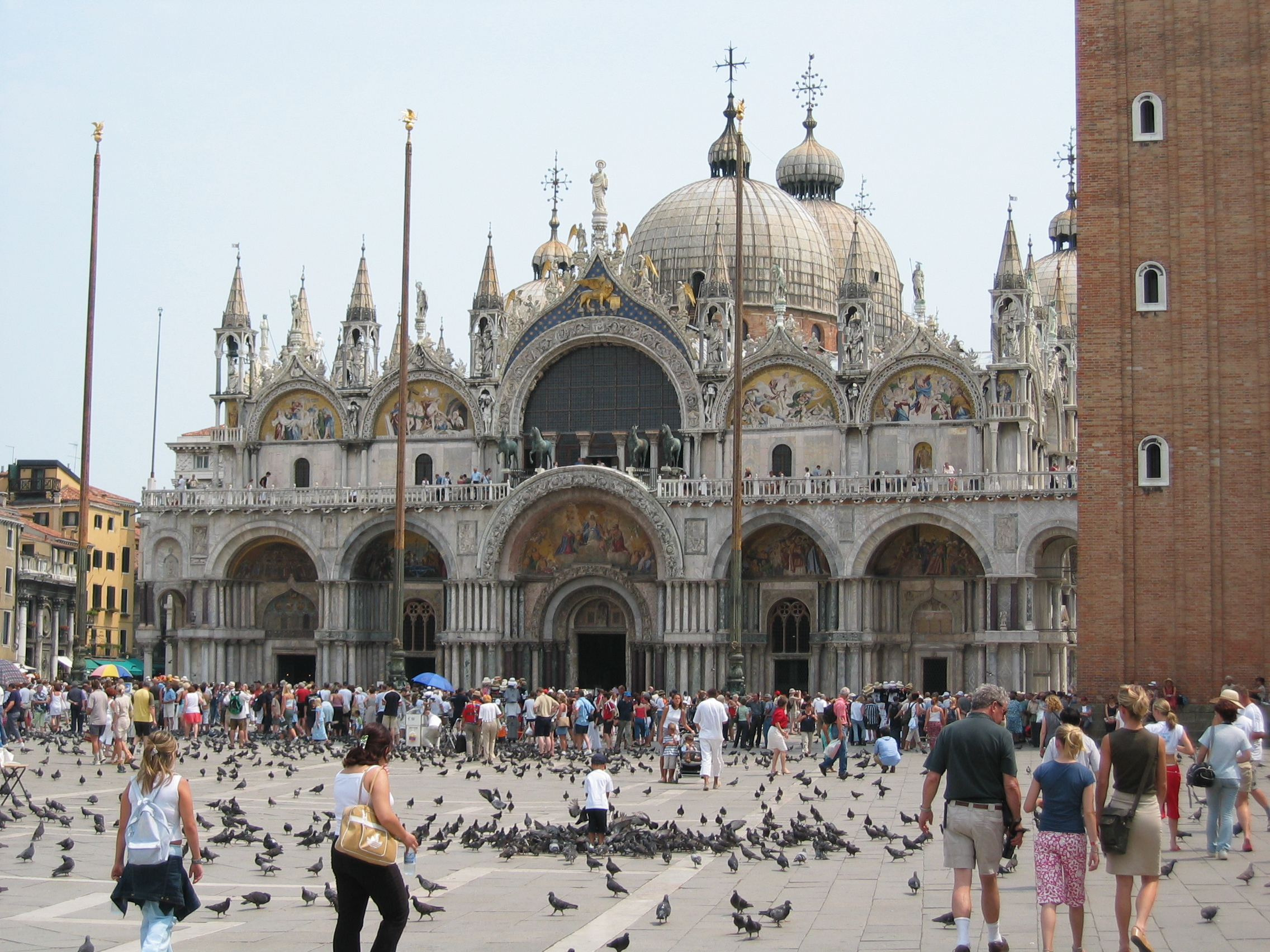
Bazylika św. Marka w Wenecji - siedziba patriarchy.

Patriarcha Wenecji (wł. Patriarchatus Venetiarum) – tytuł patriarchy w Kościele katolickim we Włoszech używany przez biskupa w Wenecji.
Patriarchat Wenecji należy do regionu kościelnego Triveneto (wł. Regione ecclesiastica Triveneto).
Tytuł patriarchy przywrócono 8 października 1451 i jest spadkobiercą wcześniejszego patriarchatu Grado powstałego w 607. W 1451 ów patriarchat włączono do nowo utworzonego patriarchatu Wenecji.

## Patriarchowie Wenecji
- św. Wawrzyniec Iustiniani (1451-1456); biskup Castello 1433-1451.
- Maffio Contarini (1456-1460)
- Gregorio Correr (1464)
- Giovanni Barozzi (1465-1466)
- Maffeo Gherardi (1466-1492)
- Thomas Donatus, OSB (1492-1504)
- Antonio Soriano (1504-1508)
- Alvise Contarini (1508)
- Marco Cornaro (?–1524)
- Gerolamo Querine, OSD (1524-1554)
- Pietro Francesco Contarini (1554-1555)
- Vincenzo Diedo (1556-1559)
- Giovanni Trevisan (1560-1590)
- Lorenzo Priuli (1591-1600)
- Matteo Zane (1600-1605)
- Francesco Vendramin (1608-1616)
- Giovanni Tiepolo (1619-1631)
- Federico Corner (1631-1644)
- Gianfrancesco Morosini (1644-1678)
- Alvise Sagredo (1678-1688)
- Gianalberto Badoaro (1688–1706)
- Pietro Barbarigo (1706-1725)
- Marco Gradenigo (1725-1734)
- Francesco Antonio Correr (1734-1741)
- Aloysius Foscari (1741-1758)
- Giovanni Bragadin (1758-1775)
- Fridericus Maria Giovanelli (1776-1800)
- Ludovico Flangini Giovanelli (1801-1804) kardynał
- wakat
- Nicolaus Xaverius Gamboni (1807-1808)
- wakat
- Francesco Milesi (1816-1819)
- Jan Pyrker, OCist. (1820-1826)
- Giacomo Monico (1827-1851) kardynał
- Angelo Ramazzotti (1858-1861) kardynał
- Giuseppe Luigi Trevisanato (1862-1877) kardynał
- Domenico Agostini (1877-1891) kardynał
- Giuseppe Melchiorre Sarto (1896-1903) - od 1903 papież Pius X
- Aristide Cavallari (1904-1914) kardynał
- Pietro La Fontaine (1915-1935) kardynał
- Adeodato Giovanni Piazza (1936-1948) kardynał
- Carlo Agostini (1949-1952)
- Angelo Giuseppe Roncalli (1953-1958) - od 1958 papież Jan XXIII
- Giovanni Urbani (1958-1969) kardynał
- Albino Luciani (1970-1978) - od 1978 papież Jan Paweł I
- Marco Cé (1979-2002) kardynał
- Angelo Scola (2002-2011) kardynał
- Francesco Moraglia (od 2012)